# Herb Alpert
Herb Alpert (Los Angeles, Kalifornia, 1935. március 31. –) többszörös Grammy-díjas amerikai trombitás, dalszerző, énekes, lemezproducer és festő. Az 1960-as években a Herb Alpert & the Tijuana Brass nevű zenekar vezetőjeként lett ismert.
Pályafutása során öt nagylemeze lett listavezető a Billboard nagylemezlistáján és 28 nagylemezét jegyezték a listán. 14 platinalemez és 15 aranylemez fűződik a nevéhez, emellett kilenc Grammy-díjat kapott. Világszerte körülbelül 75 millió lemez kelt el lemezeiből. Két listavezető dala volt a Billboard Hot 100 kislemezlistán: A This Guy's in Love with You 1968-ban, a Rise című szerzemény pedig 1979-ben került a lista élére.

## Élete
Alpert Los Angelesben nőtt fel egy kis zsidó településen. Volt néhány  instrumentális slágere a The Tijuana Brass nevű együttesével az 1960-as években. Az első nagy siker a The Lonely Bull volt (1962) majd a Tijuana Taxi, a Spanish Flea, az A Taste of Honey, a Zorba the Greek és mások.
1968-ban jelent meg első vokális slágere, a This Guy's in Love with You, amely 1968. június 22-én az Egyesült Államok kislemezlistájának első helyére került.
1969-ben feloszlatta a Tijuana Brasst. Több évnyi siker után Alpert 1969-ben személyes válsággal szembesült, és kijelentette: „A trombita az ellenségem.” Csak 1973-ban lépett fel újra. 1979-ben a "Rise" című kislemez lett az első instrumentális slágerek listáján.
1987-ben sikert arattak a Keep Your Eye on Me és a Diamonds című dalai, amelyeket Janet Jackson énekelt. Sam Cooke-kal együtt írta a What a Wonderful Worldöt (1960).
1962-ben Jerry Moss-szal megalapította az A&M Records kiadót. Ezzel a kiadóval többek között a The Carpenters, Cat Stevens, Liza Minnelli, Joe Cocker, a Supertramp, Joe Jackson, a The Police, Sting, Suzanne Vega, Carole King, Bryan Adams, Chris de Burgh és Janet Jackson is leszerződött.
Herb Alpert festő és színházi producer is. 1995 óta a Herb Alpert Alapítvány által támogatott Művészeti Herb Alpert Díjat évente öt művészeti kategóriában adják át.

## Diszkográfia
- The Lonely Bull (1962)
- Volume 2 (1963)
- South of the Border (1964)
- Whipped Cream & Other Delights (1965)
- Going Places (1965)
- What Now My Love (1966)
- S.R.O. (1966)
- Sounds Like... (1967)
- Herb Alpert's Ninth (1967)
- The Beat of the Brass (1968)
- Christmas Album (1968)
- Warm (1969)
- The Brass Are Comin' (1969)
- Greatest Hits (1970)
- Summertime (1971)
- Solid Bras (1972)
- Foursider (1973)

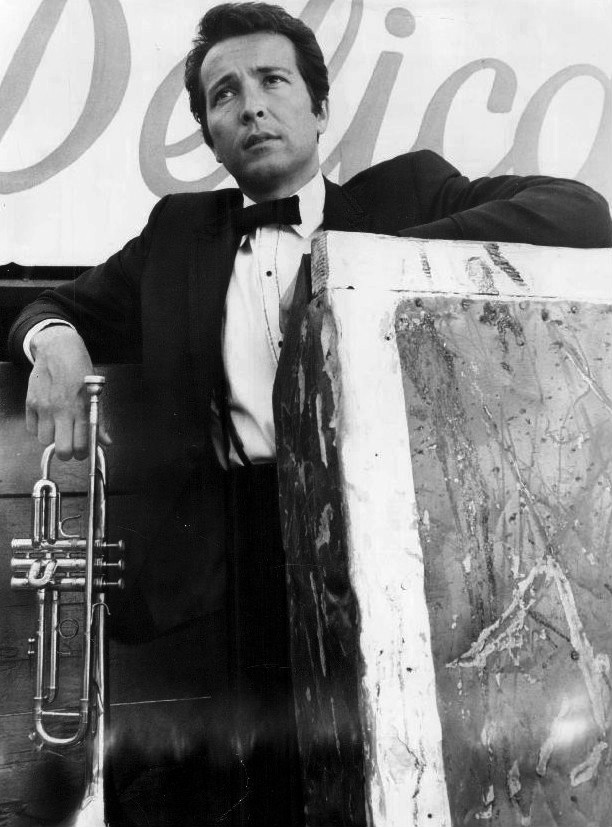
Herb Alpert 1966-ban

- You Smile – The Song Begins (1974)
- A Treasury of the Award-Winning Herb Alpert and the Tijuana Brass plus selections from the Baja Marimba Band (1974)
- Coney Island (1975)
- Just You and Me (1976)
- Greatest Hits Vol. 2 (1977)
- Herb Alpert/Hugh Masekela (1978)
- Main Event Live! (1978)
- Rise (1979)
- Beyond (1980)
- Magic Man (1981)
- Fandango (1982)
- Blow Your Own Horn (1983)
- Bullish (1984)
- Wild Romance (1985)
- Classics Volume 1 (1986)
- Classics Volume 1 (1987)
- Keep Your Eye On Me (1987)
- Under a Spanish Moon (1988)
- My Abstract Heart (1989)
- North on South St. (1991)
- The Very Best Of Herb Alpert (1991)
- Midnight Sun (1992)
- Second Wind (1996)
- Passion Dance (1997)
- Colors (1999)
- Definitive Hits (2001)
- Lost Treasures (2005)
- Whipped Cream & Other Delights Rewhipped (2006)
- Rise (2007)

## Bibliográfia
- Cuscuna, Michael and Ruppi, Michel. The Blue Note Label: A Discography. Greenwood Press, Westport, Connecticut, 2001
- Larkin, Colin The Encyclopedia of Popular Music. Third edition. Macmillan, New York, N.Y., 1998
- Lyman, Darryl. Great Jews in Music. J. D. Publishers, Middle Village, N.Y., 1986
- Sadie, Stanley, and Hitchcock, H. Wiley (Ed.). The New Grove Dictionary of American Music. Grove's Dictionaries of Music, New York, N.Y., 1986